# Выборов, Евгений Петрович
Евгений Петрович Выборов (род. 27 апреля 1953, Черемхово, Иркутская область) — советский и российский хоккеист с мячом, полузащитник.

## Биография
Евгений Петрович Выборов родился 27 апреля 1953 года в городе Черемхово Иркутской области. Хоккеем начал заниматься в 1968 году в Иркутске. Воспитанник школы подготовки «Локомотив», первый тренер — Б. И. Будзинский. Выступал в составе юношеской сборной СССР, провёл 2 матча. Выступал в командах первой лиги «Локомотив» (Могоча) — 1969—1971, «Аргунь» (Краснокаменск) — 1972—1975, «Юность» (Шелехов) — 1975—1980. Отличался завидными бомбардирскими качествами, выступления завершил в связи с травмой. На тренерской работе с 1980 года. «Локомотив» (Иркутск), «Сибскана» (Иркутск) — тренер, главный тренер (1980—1989, 1998—2001), «Агрохим» (Березники) — главный тренер и президент клуба (1989—1998), «СКА-Свердловск» (Екатеринбург) — главный тренер (2001/02 — по январь), «Металлург» (Братск) — главный тренер (2002—2004), «Байкал-Энергия» (Иркутск) — главный тренер (2004—2006), главный тренер сборной Монголии по хоккею с мячом (с 2006). Окончил международную школу тренеров в Швеции. За годы работы подготовил около 50 мастеров спорта. Приводил возглавляемые им команды к победе на международных турнирах Кубок Хамара (1995), Кубок лесников (1996), к серебряным медалям Кубка России (2006), турнира Кубок викингов (1996), чемпионата России по мини-хоккею с мячом (2002, 2003), к бронзовым медалям чемпионата (1999) и розыгрышей Кубка России (1997, 2005).

## Награды
Награждён медалью ордена II степени «За заслуги перед Отечеством» (1998), Почётным знаком Федерации хоккея с мячом России (2003). Трижды признавался лучшим тренером Пермской области по игровым видам спорта.